# Richárd Tóth
Richárd Tóth (ungarisch Tóth Richárd; * 3. November 1995 in Budapest) ist ein ungarischer Eishockeyspieler, der seit 2021 bei Budapest Jégkorong Akadémia HC in der Erste Liga spielt.

## Karriere
Tóth begann seine Karriere als Eishockeyspieler in seiner Geburtsstadt bei MAC Budapest, wo er die Nachwuchsmannschaften durchlief und es bis in die Erste Bank Young Stars League brachte. Im Alter von knapp 20 Jahren debütierte er für MAC in der multinationalen MOL Liga. Nachdem er 2018 mit dem Klub sowohl die inzwischen in Erste Liga umbenannte Spielklasse als auch die ungarische Meisterschaft gewinnen konnte, wechselte er zum Lokalrivalen Ferencvárosi TC, mit dem er 2019 und 2020 ebenfalls das Double aus Erster Liga und Landesmeisterschaft gewinnen konnte. 2021 kam noch ein weiterer ungarischer Meistertitel hinzu. 2021 wurde er zudem als „Mr. Fair Play“ der Liga ausgezeichnet. 2021 kehrte er zu seinem Stammverein (zunächst in einer Spielgemeinschaft mit KMH Budapest), der inzwischen unter der Bezeichnung Budapest Jégkorong Akadémia HC auftritt.

### International
Bereits im Juniorenbereich stand Tóth für die U18- und die U20-Mannschaften Ungarns bei Weltmeisterschaften auf dem Eis. Dabei gelang ihm bei der U18-Weltmeisterschaft 2013 der Aufstieg von der Division II in die Division I.
Sein Debüt in der Nationalmannschaft gab er bei der Qualifikation für die Olympischen Winterspiele in Peking 2022. Bei den Weltmeisterschaften der Division I 2022, als der Aufstieg in die Top-Division gelang, stand er ebenfalls im Kader der Magyaren.

## Erfolge und Auszeichnungen
- 2013 Aufstieg in die Division I, Gruppe B, bei der U18-Weltmeisterschaft der Division II, Gruppe A
- 2018 Gewinn der Erste Liga mit MAC Budapest
- 2018 Ungarischer Meister mit MAC Budapest
- 2019 Gewinn der Erste Liga mit dem Ferencvárosi TC
- 2019 Ungarischer Meister mit dem Ferencvárosi TC
- 2020 Gewinn der Erste Liga mit dem Ferencvárosi TC
- 2020 Ungarischer Meister mit dem Ferencvárosi TC
- 2021 Ungarischer Meister mit dem Ferencvárosi TC
- 2021 „Mr. Fair Play“ der Erste Liga
- 2022 Aufstieg in die Top-Division I bei der Weltmeisterschaft der Division I, Gruppe A

## Statistik
(Stand: Ende der Saison 2022/23)